# 척주앞굽음
척주앞굽음(lordosis, 척주앞굽음증) 또는 척주전만(척주전만증)은 역사적으로 허리뼈의 비정상적인 안쪽 곡률로 정의된다.

## 같이 보기
- 척주뒤굽음
- 척주옆굽음증
- 척추뒤전위